# Callisthene inundata
Callisthene inundata é uma espécie de plantas angiospérmicas da família vochysiaceae.

## Descrição
Árvore de 7 a 10 m de altura, com tronco retorcido, engrossado próximo ao solo, e ramos flexíveis, inermes, de crescimento limitado, que se parecem a folhas compostas.

## Distribuição
Esta espécie é endêmica do Rio Grande do Sul, com distribuição restrita à Bacia do rio Taquari-Antas. Habita solos rasos e inundáveis da mata ripária.